# Hanns-Joachim Marschall
Hanns-Joachim Marschall (* 28. Mai 1927 in Hannover; † 2. Februar 1999 in Augsburg) war ein deutscher Schauspieler, Theaterleiter und Synchronsprecher. Er gehörte ab 1951 zum Ensemble der Augsburger Puppenkiste und trat 1972 Walter Oehmichens Nachfolge an.

## Leben
Der junge Schauspieler kam 1951 zur Augsburger Puppenkiste. 1957 heiratete er Hannelore Oehmichen, die Tochter des Theaterleiters Walter Oehmichen und der Kostümbildnerin Rose Oehmichen. Er wirkte in zahlreichen Produktionen der Puppenkiste als Puppenspieler mit, lieh aber auch vielen Figuren, meist in markanten Nebenrollen, seine Stimme. Teilweise trat er auch als Schauspieler auf, so etwa als Kartenverkäufer beim Räuber Hotzenplotz, als Museumsdiener bei den Museumsratten, als Flieger beim Kleinen Prinzen oder als schlittschuhlaufender Puppenführer bei Denk und Dachte. 1972 übernahm er die Leitung der Puppenkiste bis 1992. Marschall starb am 2. Februar 1999 nach langer Krankheit im Alter von 71 Jahren. Marschall ist Vater von Klaus (* 1961) und Jürgen Marschall (1958–2020). Klaus wurde sein Nachfolger.
In Thomas Hettches Roman Herzfaden – Roman der Augsburger Puppenkiste kommt Hanns-Joachim Marschall, genannt Hanns, ebenfalls vor.

## Filmografie (Auswahl)
- 1961: Jim Knopf und Lukas der Lokomotivführer (AFN-Nachrichtensprecher)
- 1963: Der kleine dicke Ritter Oblong Fitz-Oblong (Kapitän Asquit)
- 1965: Der Löwe ist los! (Briefträger Marke, Onkel Guckaus)
- 1966: Der Räuber Hotzenplotz (Wachtmeister Dimpfelmoser)
- 1966: Der Löwe ist los – oder: Kommt ein Löwe geflogen (Briefträger Marke, Onkel Guckaus)
- 1967: Die Museumsratten (Wasserratte Fietje)
- 1967: Gut gebrüllt, Löwe! (Eilbote, Blechbüchsenkorporal, Hofastronom Prof. Nomus)
- 1968: Bill Bo und seine Kumpane (Ungar, Obrist)
- 1968: Wie das Eselchen das Christkind suchte (Fuchs, Räuber, Ochse, Hirte)
- 1969: Urmel aus dem Eis (Waran Wawa)
- 1970: Kleiner König Kalle Wirsch (Quarro Trump)
- 1971: 3:0 für die Bärte (Zaubermeister, Räuber, Luftmarschall)
- 1972: Wir Schildbürger (Ratsherr Eseler, Student Strigel)
- 1972: Die Steinzeitkinder (Urax, Murra, Schönhaar)
- 1974: Urmel spielt im Schloß (Waran Wawa)
- 1974: Das tapfere Schneiderlein (Riese)
- 1975: Drachen hat nicht jeder (Polizist Überzwerch)
- 1976: Geschichten aus Holleschitz (Küster)
- 1976: Jim Knopf und Lukas der Lokomotivführer (AFN-Nachrichtensprecher, Briefträger, Halbdrache Nepomuk)
- 1977: Jim Knopf und die Wilde 13 (Briefträger, Halbdrache Nepomuk, Pirat)
- 1977: Eine Woche voller Samstage (Herr Müller, Anzugverkäufer)
- 1978: Das kalte Herz (Langer Schlurker)
- 1978: Lord Schmetterhemd (Onkel Rabbit, großer Kojote)
- 1979: Malte Maltzahn machts möglich (Flo)
- 1979: Wir warten aufs Christkind (Ungar, Wawa, Onkel Rabbit)
- 1980: Am Samstag kam das Sams zurück (Polizist)
- 1981: 5 auf dem Apfelstern (Dünndergel)
- 1982: Wolkenreiter & Sohn (Bauer Kornlachner)
- 1982: Katze mit Hut (Erbsenstein)
- 1983: Neues von der Katze mit Hut (Erbsenstein)
- 1984: Das Tanzbärenmärchen (Jean, der Diener des Monsieur Lerat)
- 1985: Kater Mikesch (Schneider Matuschek, Polizist)
- 1985: Abdallah und sein Esel (Gefängnisaufseher Kadir)
- 1988: Miriams Reise auf dem Mondstrahl (Rennschnecke)
- 1989: Aladin und die Wunderlampe (Geist des Ringes)